# Клан Маклін

Ембрема (гребінь, хрест) клану Маклін.

Герб вождів клану Маклін.

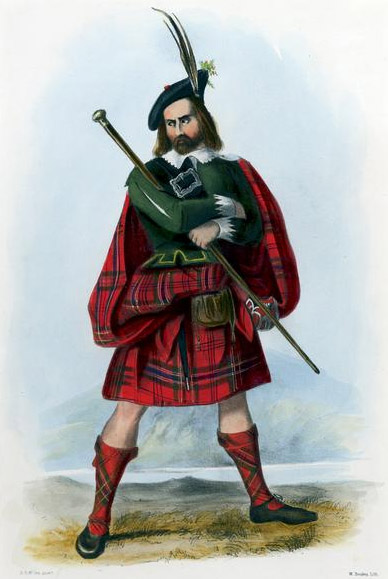
Чоловік з клану Маклін у традиційному одязі. Малюнок художника Р. Р. МаЯна, 1845 рік.

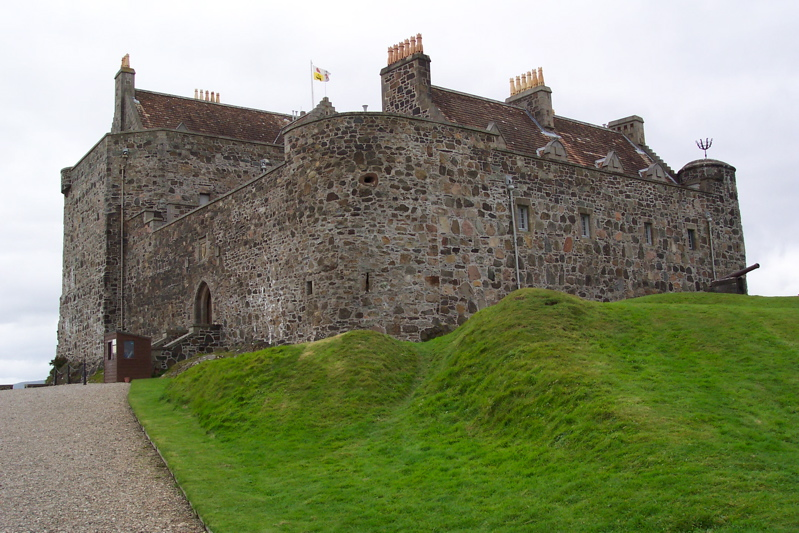
Замок Дуарт.

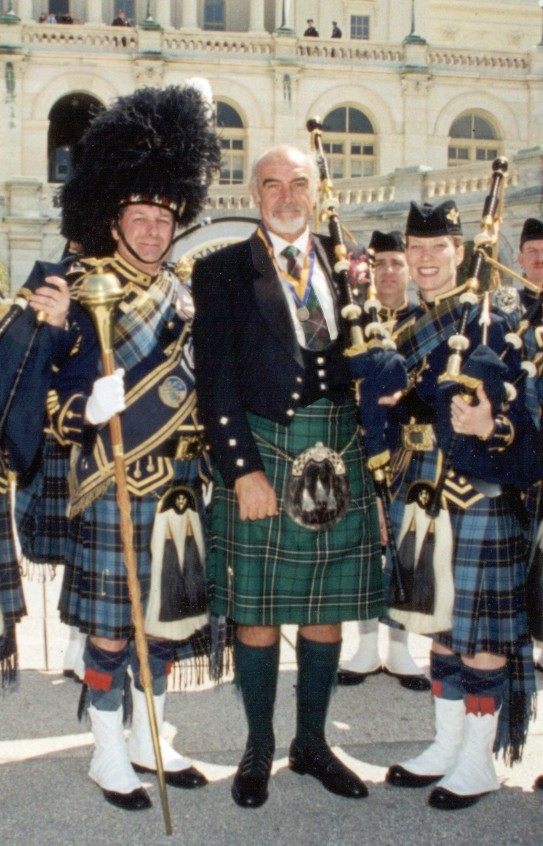
Шон Коннері в кілті клану Маклін.

Клан Маклін — (шотл. — Clan MacLean, гельск. — Clan Mac Gill-Eain) — один з кланів гірської Шотландії (Гайленд). Він же: клан Мак Лейн, клан Мак Гілл-Ейн. Один з найдавніших шотландських кланів. Клан володів численними землями в Аргайлі та Гебридських островах. Клан славився силою своїх воїнів, честю та мужністю в бою. Клан воював з багатьма іншими шотландськими кланами, в тому числі з кланами МакКіннон, Камерон, МакДональд, Кемпбелл. Клан Маклін належав до запеклих якобітів і брав участь у всіх повстаннях якобітів.
Гасло клану: Bàs no Beatha — Життя чи смерть (гельск.)
Клич клану: Доброчесність моя честь — Virtue Mine Honour.
Символи клану: гілка водянці або гілка падубу.
Вождь клану: Лахлан Гектор Чарльз Маклін Дуарта та Морвена (шотл. — Lachlan Hector Charles Maclean of Duart and Morven) — заступник лейтенанта Аргайла і Б'юта, XXVIII вождь клану і XII барононет Морверну
Резиденція вождя: Замок Дуарт

## Історія клану Маклін

### Походження клану Маклін
Є кілька версій походження назви клану Маклін. Більшість дослідників погоджуються, що назва клану є англоїзованою версією гельської назви клан Мак Гілле Ехайн (гельск. — Mac Gille Eathain) — Сини Слуги (святого) Івана (Ехайна). Згідно іншої версії клан походить від нащадків короля V століття королівства Дал Ріада на ймення Лоарн мак Ейрк (ірл. — Loarn mac Eirc). Цей клан володів всіма Гебридськими островами, частиною західного узбережжя Шотландії, мав сильних ватажків та церковних діячів та утворив як гілки клани МакДональд, МакКей, МакЛауд.

### Гіллен Батлекс
Засновником клану вважається Гіллен Батлекс (шотл. — Gillean Battleaxe), що належав до гілки королівського роду Кенел Лоайрн (гельск. — Cenél Loairn). Згідно багатьох династичних історій, які історики вважають фіктивними, він був засновником роду Фіцджеральд. Але історики вважають, що цей рід має норманське походження, тоді як клан Маклін ірландське походження. Королівство Дал Ріада утворилося на півночі Ірландії, а потім клани з цього королівства завоювали нинішню Шотландію. Прадідом Гіллена був Старий Дугалд Сконе (шотл. — Old Dugald Scone), що народився близько 1050 року під час правління короля Макбета з династії Морей. Він став радником і суддею при дворі короля Девіда (Давида) Шотландського. Гіллен брав участь у битві під Ларгс у 1263 році під час шотландсько-норвезької війни у якій шотландці здобули перемогу. Його син Маліс Мак Гіллейн (гельск — Malise mac Gilleain) — його ім'я походить від гельського слова Маоліоса (гельск. — Maoliosa) — «раб Ісуса» — у 1263 році прийняв ім'я Гіллемор (гельск. — Gillemor). У 1292 році, коли Англійський король завоював Шотландію і змусив вождів шотландських кланів підписати присягу на вірність королю Англії, яка ввійшла в історію як «Рагман Роллс», Гіллемор підписався як «Гіллемор Маклін з графства Перт». Пра-пра-правнуком його був Ян Ду Маклін, що оселився на острові Малл. Одним з його синів був Лахлан Лубанах (гельск. — Lachlan Lubanach), що став засновником клану Маклін Дуарт. Інший син — Ехайн Рефанах Гектор (гельск. — Eachainn Reafanach Hector) став засновником клану Маклейн Лохб'ю. Вождь клану Маклін Дуарт одружився з дочкою Джона Айла — лорда Островів — вождя клану Дональд. До кінця XV століття клану Маклін належали острови Мал, Тірі, Айла, Юра, Кнепдейл, а також землі Морверн в Аргайлі і Лохабер.

### Війна за незалежність Шотландії
Під час війни за незалежність Шотландії у 1305—1315 роках клан Маклін підтримав майбутнього короля вільної Шотландії Роберта І Брюса і брав участь у вирішальній битві з англійцями під Баннокберн у 1314 році.

### XV століття— війни кланів
У XIV — XV століттях відбувались численні війни між кланами Маклін та МакКіннон. У 1411 році клан Маклін брав участь у битві під Харлоу біля Інверурі в Абердинширі. У цій битві зіштовхнулись багато гірських та низинних шотландських кланів. Ворогом клану були сили на чолі з герцогом Олбані та графом Мар. В той час клан Маклін очолював VI вождь клану, що ввійшов в історію як «Червоний Гектор Битв». Він зітнувся в двобої з вождем клану Ірвін, що був відомий як сер Олександ де Ірвін. Супротивники померли від ран отриманих у бою. У 1439 році клан Маклін брав участь у битві під Корпах між кланом Маклін та кланом Камерон. У 1484 році клан Маклін брав участь у битві біля Кривавої Затоки на стороні Лорда Островів — вождя клану Дональд.

### XVI століття— війни кланів тривають
У 1513 році під час чергової англо-шотландської війни вождь клану Лахлан Маклін з Дуарта був вбитий в битві під Флодден. Клан поширив свій вплив на інші Гебридські острови, такі як Тайрі і Айла і на землі на основній території Шотландії. У 1560 клан Маклін приєднався до союзників — кланів МакКей та МакЛауд і утворили спілку Геллоуглас (шотл. — Gallowglass), що служила найманим військом ірландському королю і вождю кланів Шейну О'Нілу.
Зросла сила клану Кемпбелл і наслідком цього була конфронтація кланів Кемпбелл та Маклін. Були спроби примирення та союзу між цими кланами. Було організовано кілька шлюбів між родичами вождів кланів Кемпбелл та Маклін. Але один з таких шлюбів мав фатальні наслідки: вождь клану Маклін одружився з леді Елізабет Кемпбелл — дочкою графа Аргайла, вождя клану Кемпбелл. Шлюб не був щасливим, і клан Маклін вирішив втопити Елізабет в морі прикувавши її до скелі в зоні припливу. Проте її врятували рибалки і вождь клану Маклін був вбитий своїм братом в Едінбурзі.
У 1586 році відбулася битва на Західних Герридських островах — на острові Юра між кланами МакДональд зі Сліту та Маклін. У 1588 клан Маклін клану захопив замок Мінгаррі (шотл. — Mingarry) — резиденцію вождя клану МакДональд з Арднамурхана. Опираючись на цей замок клан відбив напад іспанського галеону «Флорида».
Не дивлячись на протиріччя клани Маклін та Кемббелл намагались укласти спілку — їх об'єднувала протестантська віра і ворожнеча з кланом МакДональд. Люди сера Лахланда Макліна та люди клану МакДональд з Айла вбивали один одного. Наслідком цього було оголошення вождя клану МакДональд поза законом у 1594 році Таємною радою. Проте Лахлан спокутував себе, коли в тому ж році він воював за короля у битві під Гленлівет (шотл. — Glenlivet) на боці графа Аргайла і клану Кемпбелл проти графа Хантлі і клану Гордон.

### Сер Лахлан Мор Маклін
Битва під Трайг Груйннерт (гельск. — Traigh Ghruinneart) відбулася на 5 серпня 1598 року. Бій вели клани МакДональд та Маклін. Вождь клану сер Лахлан Мор Маклін був убитий. Після смерті сера Лахлан Макліна в 1598 році, його сини взяли помстилися людям, яких підозрювали у вбивстві. Відбулась різанина, яка тривала три дні. Ворожнеча між кланами Маклін та МакДональд з Айла та Кінтайра почалась з суперечки щодо земель які називали Ріннс Айла. Довга й кривава ворожнеча між кланами призвела до великих втрат і знекровлення обох кланів.

### XVII століття— громадянська війна на Британських островах
3 вересня 1631 сер Лахлан Маклін став баронетом Нової Шотландії. Пізніше, під час громадянської війни на Британських островах він очолив свій клан у війні на боці Джеймса Грема, І маркіза Монтроза — прибічника короля Карла І. Клан Маклін воював на боці роялістів, брав участь у битві під Інверлохі у 1645 році, у битві під Аулдерн та в битві під Кілсайх. Клан воював разом з колишніми ворогами з клану МакДональд та разом з союзниками з Ірландії, яких очолював Алсадайр МакКолла. Вони воювали проти клану Кемпбелл, що підтримав ковенанторів. Завдяки хитрій і підступній тактиці військо кланів Маклін та МакДональд чисельність 1500 чоловік розбило військо клану Кемпбелл чисельністю 3000 чоловік.
У 1647 році замок Дуарт був атакований урядовими військами з клану Кемпбелл, але вони зазнали поразки і були розбиті. Перемогли роялісти з клану Маклін. У 1651 році відбулась битва під Інверкітінг, де сер Гектор Маклін — XVIII вождь клану був убитий.
Арчибальд Кемпбелл — ІХ ерл, син маркіза Аргайла, напав на землі клану Маклін на острові Малл і на гарнізон замку Дуарт. У 1678 році клан Кемпбелл мав контроль над замком Дуарт та маєтками клану Маклін. Коли Стюарти знову почали війну і закликали приєднатись до них клан Маклін, сер Джон Маклін — V баронет брав участь у битві під Кіллікранкі в 1689 році на стороні Джона Грема — І віконта Данді.

### XVIII століття— повстання якобітів
Клан Маклін підтримував повстання якобітів у 1715 році під проводом свого вождя сера Гектора Макліна. Якобіти присвоїли Гектору Макліну звання Пера у 1716 році. , Після поразки повстання вождь клану змушений був тікати до Франції, де він став Першим Великим Майстром Великої Ложі масонів в Парижі. У 1745 році спалахнуло нове повстання якобітів і Гектор Маклін повернувся в Шотландію і примкнув до повстанців. Після поразки повстання він був схоплений британськими урядовими військами і кинутий у Тауер у 1747 році. Він помер в 1750 році в Римі. Під час повстання у 1745 році клан очолював Маклін Дріммін, що був убитий в битві при Куллоден. Замок Дуарт пізніше перетворився на руїни.
Після поразки справи якобітів люди і вожді клану Маклін вірно служили британському уряду в лавах британської армії. Всі подальші вожді клану були офіцерами британської армії. Сер Фіцрой Маклін — Х баронет воював під Севастополем проти москалів у Кримській війні.

## Замок Дуарт
Замок Дуарт на острові Малл є традиційною резиденцією вождів клану Маклін. Там, ймовірно, у більш давні часи — у раннє середньовіччя була фортеця племені скотт — Дав Айрд — Чорна Висота. Нині існуючий замок спочатку складався з квадратної зовнішньої стіни, що оточувала навіс будівель і, швидше за все, був побудований для клану МакДугалл з Дуннолі близько 1250 року. 100 років після цього замок був частиною посагу леді Мері МакДональд — дочки Лорда Островів після її шлюбу з Лахланом Лубанахом Макліном. Лахлан побудував Великий Замок Дуарт близько 1370 року, добудови були здійснені в замку в середині і наприкінці 16-го століття, і в кінці 17-го століття. Замок Дуарт був залишений кланом Маклін у 1691 році, і замок належав «червоним мундирам» — британській армії до 1751 року. Замок пізніше перетворився на руїни, але був відновлений у 1912 році. сером Фіцроєм Макліном Дональдом і знову став місцем резиденції вождя клану.
Замок був використаний у фільмі «Пастка» з Кетрін Зета-Джонс і Шоном Коннері, чия мати — Євфимія МакБейн «Еффі» — уроджена Маклін.

## Септи клану Маклін
- Beath
- Beaton
- Bheath
- Bheatha
- Bheaton
- Bethune
- Betun
- MacBeath
- MacBeatha
- MacBeth
- MacBheath
- MacBheatha
- Leach
- Leatch
- Lech
- Leche
- Leiche
- Leitch
- Leytch
- Litch
- Macileich
- Black
- Lean
- Macilduy
- MacLergain
- MacRankin
- MacVeagh
- MacVey
- Rankin